# Pedro Sánchez (novela)
Pedro Sánchez es una novela del escritor español José María de Pereda, publicada por primera vez en 1883.

## Descripción
La novela, una obra de José María de Pereda, fue publicada en 1883. Se ha apuntado una posible influencia de los Episodios nacionales de Galdós en la novela. Está escrita a modo de narración autobiográfica por parte del protagonista principal. Las trayectorias vitales de Pedro Sánchez y del autor de la novela presentan algunas similitudes. Clarín llegó a calificar la obra, allá por 1884, como la mejor del escritor cántabro, afirmando que «Para mi, Pedro Sánchez es á Pereda lo que La Desheredada es á Galdós».

## Personajes
- Pedro Sánchez. Se le describe como «hijodalgo montañés, de escudo en fachada, vieja levita en el arca y pobres ahorros en la bolsa». Es hijo de Juan Sánchez, «venerable y simpático». Pedro Sánchez va a Madrid a buscar fortuna y es testigo, e incluso actor, de la revolución de 1854.[5]
- Augusto Valenzuela. Descrito como «prototipo del burócrata fullero». Está casado con Pilita.[5]
- Manolo Valenzuela. Se le describe como «representante de una juventud que vive sorbiendo cubeba y galanteando prostitutas».[5] Hijo de Augusto Valenzuela y de Pilita.
- Clara Valenzuela. Interés sentimental de Pedro Sánchez[5] e hija de Augusto Valenzuela y de Pilita.
- Carmen Balduque. Pobre, laboriosa y tierna.[5]